# Littorophiloscia riedli
Littorophiloscia riedli is een pissebed uit de familie Philosciidae. De wetenschappelijke naam van de soort is voor het eerst geldig gepubliceerd in 1966 door Strouhal.